# Ferrari Amalfi
La Ferrari Amalfi (codice progetto F169M) è un'autovettura sportiva di tipo gran turismo con carrozzeria coupé prodotta dalla casa automobilistica italiana Ferrari a partire dal 2025.
Presentata ufficialmente il 1° luglio 2025 ad Amalfi, sostituisce la Ferrari Roma.

## Design

### Esterni
La Amalfi, progettata dal Centro Stile Ferrari sotto la direzione di Flavio Manzoni, ha un'impostazione della carrozzeria da gran turismo coupé 2+2, richiamando nello stile e nelle proporzioni alcune Ferrari degli Anni 60 come la 250 GT Berlinetta e 250 GTL. 
Esteticamente la vettura riprende molto le linee della Ferrari Roma, dalla quale non si discosta più di tanto.

### Interni
L'abitacolo si caratterizza per impostazione a due posti più due dietro; all'interno vi sono 3 display: uno che funge da cruscotto, un secondo posto nella console centrale e in posizione orizzontale e un terzo orizzontale posto davanti al passeggero. Inoltre il tunnel centrale, che ha un'impostazione rivolta verso il guidatore, è caratterizzato dalla presenza del selettore delle modalità del cambio che nel disegno richiama la griglia dei cambi manuali delle vecchie Ferrari.

## Nome
Come per tutte le vetture gran turismo della Ferrari, l'auto prende il nome da una città italiana, Amalfi.

## Caratteristiche tecniche

### Motore e trasmissione
Il motore è il  V8 biturbo Ferrari F154 da 3855 cm³ disposto longitudinalmente in posizione anteriore-centrale, che fornisce una potenza di 640 CV erogati tra i 5750 e 7500 giri/min, con una coppia massima di 760 Nm disponibile tra i 3000 e 5750 giri/min.
Come la Ferrari Roma, l'auto è dotata della stessa trasmissione Getrag doppia frizione F1 a 8 rapporti della Ferrari SF90 Stradale.

### Prestazioni
La Amalfi può accelerare da 0 a 100 km/h in 3,3 secondi e da 0 a 200 km/h in 9 secondi raggiungendo una velocità massima di 320 km/h.